# Tamarisi
Tamarisi (georgiska: თამარისი) är en daba (stadsliknande ort) i Georgien. Den ligger i den södra delen av landet, 52 km norr om huvudstaden Tbilisi, i distriktet Bolnisi och regionen Nedre Kartlien. Tamarisi ligger 423 meter över havet och antalet invånare är 510.